# Аметрин
Аметрин (боливианит, аметист-цитрин, двухцветный аметист) — одна из разновидностей кварца, выделяемых по цвету. Редкой красивой окраски, которая распределяется в кристалле неравномерно или зонально, с чередующимися участками аметистового и цитринового цвета. Прозрачные, крупные и при этом зонально окрашенные кристаллы достаточно редки, и аметрин является одним из таких случаев. Аметрины бывают окрашены в фиолетовый, лиловый, сиреневый или желтовато-персиковый тона.

## История открытия
По легенде, в XVI в., испанский конкистадор Фелипе де Урриола-и-Гоитиа женился на дочери вождя боливийского племени индейцев айорео, и в качестве приданого получил месторождение этого минерала. Легенда гласит, что дочь вождя, Анахи, накануне отъезда в Испанию была убита восставшими туземцами. Умирая, она подарила мужу великолепный двухцветный аметрин, который символизировал её сердце, разделённое надвое любовью к своему супругу и любовью к своему народу. Также рассказывают, что дон Фелипе увёз этот камень на родину и преподнёс его своему монарху.

## Месторождения
Почти все аметрины высокого качества добываются на шахте Анахаи, в Боливии. Эта шахта находится именно на том месторождении, о котором рассказывает вышеприведённая легенда. Отсюда и происходит второе название минерала — боливианит. Менее насыщенные аметрины есть в Бразилии, в небольших количествах. И иногда аметрин встречается в Сибири.

## Изделия из аметрина
Аметрин хорошо поддаётся резке, и поэтому используется для изготовления колец, подвесок, бус и тд. Существуют также и искусственные аметрины, которые получают при облучении и нагревании аметиста. Но цена на такие камни в несколько раз ниже цены на настоящие боливийские камни.